# Мерожис де Портлегез
«Мерожи́с де Портлеге́з» (фр. Meraugis de Portlesguez) — рыцарский роман Рауля де Удана.
Рыцарь Гавейн любит прекрасную Лидуану лишь за красоту. Его соперник Мерожис, отдавая должное внешней привлекательности дамы, ценит выше достоинства души — ум, обходительность и т. д. Если спор двух рыцарей не может решить поединок, то приговор артуровского двора («суд любви») единогласен: все дамы во главе с королевой Геньеврой высказываются в пользу более возвышенной и более глубокой любви.
Окончательное решение вопроса об истинной любви откладывается на год, и Мерожис отправляется в странствия, которые диктуются лишь этой отсрочкой. Герой оказывается втянутым в целую серию приключений, почти никак между собою не связанных. Он сражается со свирепыми рыцарями, ускользает из ловушек, проникает в очарованные замки, не поддается на хитрости коварных карликов.